# 僖康王
僖康王（きこうおう、生年不詳 - 838年）は、新羅の第43代の王（在位：836年 - 838年）であり、姓は金、諱は悌隆（ていりゅう）または悌顒（ていぎょう）。38代元聖王の曾孫であり、父は伊飡（2等官）の金憲貞、母は朴氏の包道夫人。王妃は角干（1等官）の位にあった葛文王忠恭の娘の文穆夫人。836年12月に先代の興徳王が死去したときに、伯父の金均貞との間の政争に勝利して王位に就いた。

## 即位まで
興徳王の死後、直接に王位継承を争ったのは上大等職にあった金均貞と甥の金悌隆とであったが、均貞を支持した者は子の阿飡（6等官）の金祐徴（後の神武王）、妹婿にあたる阿飡の金礼徴、武烈王9世孫の金陽らであり、悌隆を支持した者は侍中の金明（後の閔哀王）、伊飡の利弘、裴萱伯らであった。はじめは均貞派が王宮に入って優勢となったが、悌隆派の大軍が押し寄せて均貞らを敗走させ、乱戦の中で均貞が殺害されて悌隆が即位することとなった。

## 即位後
王位継承戦で王を支持した金明を上大等に、利弘を侍中に任命して権力の安定を図ったが、在位3年目となる838年正月には擁立者であった金明・利弘らが軍を起こして王の側近の貴族を殺害する反乱を起こした。王は自分を擁立した貴族勢力から見放されたことを自覚し、王位にとどまることはできないとあきらめ、宮中で首をくくって自殺した。こののちに僖康王と諡されて蘇山に葬られたといい、その王陵は慶尚北道慶州市内南面望星里の史跡第220号が比定されている。